# Intercambio de recursos de origen cruzado
El intercambio de recursos de origen cruzado o CORS (Cross-origin resource sharing, en sus siglas en inglés) es un mecanismo que permite que se puedan solicitar recursos restringidos (como por ejemplo, las tipografías) en una página web desde un dominio diferente del dominio que sirvió el primer recurso. Una página web podría libremente incrustar imágenes, hojas de estilo, scripts, iframes y vídeos de origen cruzado. Ciertas peticiones de origen cruzado, más notablemente peticiones Ajax, están prohibidas por defecto por la política de seguridad del mismo origen (en inglés: same-origin security policy).
CORS define una forma en la cual el navegador y el servidor pueden interactuar para determinar si es seguro permitir una petición de origen cruzado. Esto permite tener más libertad y funcionalidad que las peticiones de mismo origen, pero es adicionalmente más seguro que simplemente permitir todas las peticiones de origen cruzado. La especificación para CORS fue originalmente publicada como una recomendación de la W3C pero dicho documento se encuentra obsoleto. La especificación actual mantenida activamente que define CORS es el estándar Fetch (en inglés: Fetch Living Standard) del WHATWG.